# Корожечна
Корожечна или Корожишна (рус. Корожечна, Корожишна) река је која протиче преко територије Кесовогорског, Сонковског и Кашинског рејона Тверске области и Угличког рејона Јарославске области на северозападу европског дела Руске Федерације. Лева је притока реке Волге и део басена Каспијског језера.
Извире на источним обронцима моренског Бежечког врха, на северозападу Кесовогорског рејона, тече у смеру истока и након 147 km тока улива се у реку Волгу на месту где се њено корито шири ка Рибинској акумулацији, низводно од града Углича. Укупна површина сливног подручја ове реке је 1.690 km², док је просечан проток у зони ушћа око 6 m³/s.
Ширина речног корита у горњем и средњем делу тока варира од 5 до 20 метара. дубина воде је до 1,5 метара, а водоток целом дужином одликује интензивно меандрирање. Ширина корита се шири идући ка ушћу. Пловна је око 4 km узводно од ушћа. 
Најважније притоке су Окуловка, Бздириха, Кромница, Маљава, Шишиња, Којка, Јолда, Катка и друге.